# غران تورزمو (لعبة فيديو)
غران توريزمو (بالإنجليزية: Gran Turismo)‏ تختصر بحرفي جي تي (GT) ، هي لعبة إلكترونية من نوع سباق السيارات، أنتجت شركة بوليفوني ديجيتال اليابانية سنة 1997م، والتي تعمل بنظام بلاي ستيشن 1 ، تلعب للشخص الواحد أو الشخصان .

## اللعبة
تتميز اللعبة بوجود عدد من السيارات البريطانية والأمريكية واليابانية، ومنها شركات تويوتا وميتسوبيشي وشيفرليه ودودج الجديدة وغيرها .
كما تتميز اللعبة بمنظر واقعي وقيادة السيارة بشكل صحيح ونحو ذلك، كما توجد لديها سباقات متنوعة وشراء لأي سيارات للمستخدم .

## مصدر
1. ↑  ""Gran Turismo" Series Software Title List". بوليفني ديجيتال. يونيو 2008. مؤرشف من الأصل في 2015-12-04. اطلع عليه بتاريخ 2008-12-03.
2. ↑  "Gran Turismo Series Shipment Exceeds 50 Million Units Worldwide" (Press release). Sony Computer Entertainment. 9 مايو 2008. مؤرشف من الأصل في 2008-09-16. اطلع عليه بتاريخ 2008-05-29.

## وصلات خارجية
- غران تورزمو على موقع IMDb (الإنجليزية)

- The Greatest Games of All Time: Gran Turismo, غيم سبوت
- غران تورزمو على موبي غيمز
- Official soundtrack
- Gran Turismo على مشروع الدليل المفتوح